# Reménysugár (televíziós sorozat)
A Reménysugár (eredeti cím: Baharı Beklerken) 2019 és 2020 között vetített török drámasorozat, amelyet Ayhan Özdemir rendezett. A főszereplői Gülşah Aydın, Fatih Ayhan és az Elif – A szeretet útján című sorozatból ismert İsabella Damla Güvenilir.
Törökországban 2019. november 18. és 2020. március 13. között sugározta a Beyaz TV. Magyarországon az Izaura TV sugározta 2022. február 4-től szeptember 28-ig.

## Cselekmény
A gyönyörű és jólelkű İpek gyermeket vár, amikor férje, Ömer börtönbe kerül, így nem lehet ott a gyermekük születésénél. Egy nap azonban İpekkel megtörténik minden anya rémálma: elveszíti újszülött kislányát. Ömer egy évtizeddel a történtek után úgy gondolja, hogy a bebörtönzése mögött a volt felesége, İpek kapzsi unokatestvére, Halil és annak felesége, Neslihan állnak, ezért bosszút forral ellenük. Időközben rájön, hogy halottnak hitt kislányuk talán mégis él.

## Szereplők
| Színész                  | Szereplő                 | Magyar hang            | Megjegyzés                                        |
| ------------------------ | ------------------------ | ---------------------- | ------------------------------------------------- |
| İsabella Damla Güvenilir | Melek Kılıç/Bahar Keskin | Szűcs Anna Viola       | İpek és Ömer halottnak hitt lánya                 |
| Gülşah Aydın             | İpek Azımoğlu            | Mezei Kitty            |                                                   |
| Fatih Ayhan              | Ömer Kılıç               | Horváth-Töreki Gergely |                                                   |
| Şerif Bozkurt            | Halil Azımoğlu           | Kárpáti Levente        | İpek unokatestvére                                |
| Eşin Civangil            | Neslihan Azımoğlu        | Zakariás Éva           | Halil felesége                                    |
| Halil Kumova             | Sedat                    | Németh Gábor           |                                                   |
| Duygu Gökhan             | Selma Keskin             | Orosz Anna             |                                                   |
| Alev Oraloğlu            | Meliha Azımoğlu          | Zsurzs Kati            | Halil édesanyja, Ozan nagymamája                  |
| Elif Tığlı               | Perihan (Peri) Kılıç     | Csifó Dorina           | Ömer húga                                         |
| Hande Arisoy             | Süheyla Yılmaz           | Tarr Judit             | Neslihan húga                                     |
| Ali Yağız Durmuş         | Ozan Azımoğlu            | Czető Roland           | Halil és Neslihan fia                             |
| Hüseyin Taş              | Mahmut Halepoğlu         | Papucsek Vilmos        |                                                   |
| Polen Ocakoğlu           | Filiz Keskin             | Vági Viktória          |                                                   |
| Hakan Güner              |                          | Sörös Miklós           |                                                   |
|                          | Yaşar Kılıç              |                        | Ömer és Peri édesapja                             |
| Ayhan Kizilsu            | Kadir Keskin             | Galbenisz Tomasz       | Bahar nevelőapja, megölik.                        |
|                          | Pakize Kilic             |                        | Ömer és Peri édesanyja, Yaşar férje               |
|                          | Zuhal Arıkan             |                        | Az Azımoğlu család házvezetőnője, Süheyla megöli. |

## Évados áttekintés
| Évad | Évad | Török epizódok száma | Magyar epizódok száma | Eredeti sugárzás   | Eredeti sugárzás  | Eredeti sugárzás | Magyar sugárzás  | Magyar sugárzás      | Magyar sugárzás |
| Évad | Évad | Török epizódok száma | Magyar epizódok száma | Évadpremier        | Évadfinálé        | Eredeti adó      | Évadpremier      | Évadfinálé           | Magyar adó      |
| ---- | ---- | -------------------- | --------------------- | ------------------ | ----------------- | ---------------- | ---------------- | -------------------- | --------------- |
|      | 1.   | 83                   | 164                   | 2019. november 18. | 2020. március 13. | Beyaz TV         | 2022. február 4. | 2022. szeptember 28. |                 |